# Eliseu Padilha
Eliseu Padilha, né le 23 décembre 1945 à Canela (Rio Grande do Sul) et mort le 13 mars 2023 à Porto Alegre (Rio Grande do Sul), est un juriste et homme politique brésilien, chef de cabinet de 2016 à 2019.

## Biographie
Eliseu Padilha est mentionné dans l'opération Lava Jato. En septembre 2017, le procureur général du Brésil l'accuse d’être mêlé à des activités illégales en échange de pots-de-vin de l'entreprise JBS.  